# Gaietà
Gaietà és un dels protagonistes de la novel·la Solitud, de Caterina Albert (Víctor Català), publicada inicialment en forma de fulletons entre 1904 i 1905 i com a llibre sencer l'any 1909.
Solitud narra la realitat de Mila, a principi del segle xx, que es veu obligada a viure amb el seu marit, Maties, en una ermita perduda a les muntanyes pirinenques. La soledat física i anímica d'aquesta nova vida incideix pregonament en ella, i fan que s'apropi al pastor Gaietà, una figura que encarna els valors de la terra i la naturalesa. Un seguit de dramàtics esdeveniments fan que trenqui amb el passat i comenci una nova vida.

## El personatge
Gaietà és descrit com un home baix i prim però amb un esperit vital. A primera vista la Mila creu que té uns quaranta anys però, gairebé al final, se sorprèn en descobrir que en té seixanta-quatre. La novel·la no explica d'on ve i del seu passat només se sap que és vidu i que la seva dona va morir tràgicament d'accident quan estava embarassada.

### Simbologia
Tots els personatges de la novel·la són símbols i s'agrupen, per un costat, els que tenen qualitats positives, com la Mila i Gaietà, i de l'altre, aquells que encarnen característiques negatives, en Matias i l'Ànima.
En aquest cas, el pastor -se l'anomena gairebé sempre així al llarg del relat- té un doble significat, en tant que el nom es refereix literalment a la serva feina però alhora exerceix la funció de guia de Mila en aquesta mirada cap al seu interior, en el sentit religiós de guia d'ànimes. Les converses amb ell la reconforten i l'ajuden a no sentir-se tan buida ni sola i, alhora, els seus ensenyaments dels secrets de la natura li permeten trobar la pròpia identitat personal. En aquest sentit, és també un protector.
D'altra banda, el pastor és un creador i un artista, un personatge fet a si mateix. Se l'ha considerat un prototipus de l'artista modernista, en tant que representa la força creadora primigènia d'aquell que és capaç de sotmetre el món i transformar-lo gràcies a l'art. El seu art són les llegendes i les rondalles que explica, encarnant la teoria de la «Paraula Viva» de Maragall.

### El llenguatge del pastor
El pastor s'associa amb el do de la paraula i el narrador sempre el relaciona amb tot de conceptes connectats entre si com la llum, l'escalfor, la protecció, la calma, l'esperit, la màgia, l'art, la mirada i la guia. És, també, un pou de saviesa popular expressada en rondalles, llegendes, dites i dialectismes.
| «                                          | Més això no li privava a la dona de trobar a mancar aquella mirada plena de viàtics encalmadors que la socorria en els seus defalliments, aquella rialleta platxeriosa que li esvaïa les inquietuds, aquella paraula màgica que li feia veure tot lo del món bonic (...) | » |
| — Caterina Albert / Víctor Català, Solitud | |   |

Hi ha un intens debat sobre el fet de si el parlar de Gaietà és una invenció, una fantàstica creació, d'un pseudo-dialecte creat per l'autora a partir de la barreja de mots i expressions, o bé una varietat real recollida per Caterina Albert. Amb tot, el consens arriba en el fet que es tracta d'un llenguatge original i poètic. Sigui com sigui, la parla el singularitza com a pastor provinent de les contrades altes del Pirineu.